# Lijst van rijksmonumenten in Krommenie
De plaats Krommenie telt 24 inschrijvingen in het rijksmonumentenregister. Hieronder een overzicht.
| Object | Oorspronkelijke functie?  | Bouwjaar                                      | Architect | Locatie                                | Coördinaten?                  | Nr.?   | Afbeelding |
| --- | ------------------------- | --------------------------------------------- | --------- | -------------------------------------- | ----------------------------- | ------ | --- |
| Terrein waarin sporen van bewoning | Archeologisch monument    | Romeinse Tijd                                 |           |                                        | 52° 30' 37" NB, 4° 44' 5" OL  | 341971 | Terrein waarin sporen van bewoning                                                                                                 |
| De Woudaap | Industrie- en poldermolen | 1651                                          |           | Woudaap 2                              | 52° 31' 9" NB, 4° 46' 29" OL  | 35858  | Meer afbeeldingen |
| Huis van baksteen met houten topgevels | Boerderij                 |                                               |           | Heiligeweg 25                          | 52° 30' 1" NB, 4° 45' 60" OL  | 39948  | Meer afbeeldingen |
| Grotendeels houten huis met zadeldak parallel aan straat. Ingang met bovenlicht tussen pilasters. Het gesneden fries tussen de pilasterkapitelen met emblemen van de koopvaardij         | Woonhuis                  |                                               |           | Noorderhoofdstraat 37                  | 52° 30' 3" NB, 4° 46' 12" OL  | 39949  | Meer afbeeldingen |
| Grotendeels houten huis in L-vorm. Aan de straatzijde een puntgevel met uitgeschulpte windveren boven een bakstenen pui. Deur met kussenpanelen en diamantkopversieringen en snijraam    | Woonhuis                  | eerste kwart 19e eeuw                         |           | Noorderhoofdstraat 45                  | 52° 30' 3" NB, 4° 46' 13" OL  | 39950  | Meer afbeeldingen |
| Houten huis onder een met de straat parallel gelegen zadeldak | Woonhuis                  | 1702                                          |           | Noorderhoofdstraat 77                  | 52° 30' 5" NB, 4° 46' 14" OL  | 39951  | Meer afbeeldingen |
| Houten huis met aan de straat een puntgevel met zijpilasters | Woonhuis                  | eerste helft 19e eeuw                         |           | Noorderhoofdstraat 79                  | 52° 30' 5" NB, 4° 46' 14" OL  | 39952  | Meer afbeeldingen |
| Houten huis met puntgevel | Woonhuis                  | eerste kwart 19e eeuw                         |           | Noorderhoofdstraat 85                  | 52° 30' 6" NB, 4° 46' 15" OL  | 39953  | Meer afbeeldingen |
| Heilige Nicolaes: oud katholieke kerk en pastorie | Kerk en kerkonderdeel     | 1612 (bouw), 1633 (vergroot), 1826 (verbouwd) |           | Noorderhoofdstraat 131                 | 52° 30' 9" NB, 4° 46' 19" OL  | 39954  | Meer afbeeldingen |
| Huis voorzien van een ingezwenkt voorschot, met rijke bekroning in Lodewijk XVI-stijl, zijkrullen en guirlande                                                                           | Woonhuis                  | eerste kwart 19e eeuw                         |           | Noorderhoofdstraat 26                  | 52° 30' 2" NB, 4° 46' 11" OL  | 39955  | Meer afbeeldingen |
| Doopsgezinde Vermaning | Kerk en kerkonderdeel     | 1703                                          |           | Noorderhoofdstraat 46                  | 52° 30' 3" NB, 4° 46' 14" OL  | 39956  | Meer afbeeldingen |
| Bakstenen huis, waarvan de brede voorgevel een middenrisaliet heeft, bekroond met een zeer rijk versierd voorschot met Lodewijk XV- en Lodewijk XVI-motieven                             | Woonhuis                  | 1786 (jaartal)                                |           | Noorderhoofdstraat 74                  | 52° 30' 5" NB, 4° 46' 15" OL  | 39957  | Meer afbeeldingen |
| Houten huis door een langgerekte vleugel verbonden met een vierkant tuinhuisje | Woonhuis                  |                                               |           | Noorderhoofdstraat 92                  | 52° 30' 6" NB, 4° 46' 17" OL  | 39958  | Houten huis door een langgerekte vleugel verbonden met een vierkant tuinhuisje                                                     |
| Houten huis | Werk-woonhuis             | eerste kwart 19e eeuw                         |           | Noorderhoofdstraat 136                 | 52° 30' 8" NB, 4° 46' 20" OL  | 39959  | Houten huis |
| Houten huis, aan de straatzijde voorzien van een puntgevel met zijpilasters | Woonhuis                  | eerste kwart 19e eeuw                         |           | Noorderhoofdstraat 140                 | 52° 30' 8" NB, 4° 46' 19" OL  | 39960  | Meer afbeeldingen |
| 't Blauwe End | Woonhuis                  | eerste kwart 19e eeuw                         |           | Padlaan 7                              | 52° 29' 56" NB, 4° 46' 12" OL | 39961  | 't Blauwe End |
| Huize Barkeloo | Sociale zorg, liefdadigh. | 1743 (steen)                                  |           | Vlusch 8                               | 52° 30' 17" NB, 4° 46' 22" OL | 39962  | Meer afbeeldingen |
| Ceres | Woonhuis                  | eerste kwart 19e eeuw                         |           | Zuiderhoofdstraat 65                   | 52° 29' 54" NB, 4° 46' 4" OL  | 39963  | Meer afbeeldingen |
| Grotendeels houten huis, waarvan het zadeldak wordt afgesloten door een houten topgevel met uitgeschulpte windveren. Bakstenen pui                                                       | Woonhuis                  | 18e eeuw                                      |           | Zuiderhoofdstraat 93                   | 52° 29' 55" NB, 4° 46' 5" OL  | 39964  | Grotendeels houten huis, waarvan het zadeldak wordt afgesloten door een houten topgevel met uitgeschulpte windveren. Bakstenen pui |
| Houten huis met bakstenen gepleisterde voorgevel onder een met de straat parallel gelegen zadeldak, dat links een afhuiving vormt boven de terugliggende ingang en een overhoeks venster | Woonhuis                  |                                               |           | Zuiderhoofdstraat 115                  | 52° 29' 56" NB, 4° 46' 6" OL  | 39965  | Meer afbeeldingen |
| Houten huis in l-vorm | Werk-woonhuis             |                                               |           | Zuiderhoofdstraat 137                  | 52° 29' 58" NB, 4° 46' 7" OL  | 39966  | Meer afbeeldingen |
| Raadhuis | Bestuursgebouw en onderdl | 1706                                          |           | Zuiderhoofdstraat 151                  | 52° 29' 59" NB, 4° 46' 8" OL  | 39967  | Meer afbeeldingen |
| Nicolaaskerk | Kerk en kerkonderdeel     | 1657-1658 (hersteld)                          |           | Zuiderhoofdstraat bij 151 of Kerkplein | 52° 29' 60" NB, 4° 46' 8" OL  | 39968  | Meer afbeeldingen |
| Houten herenhuis met verdieping en schilddak | Woonhuis                  | eerste kwart 19e eeuw                         |           | Zuiderhoofdstraat 70                   | 52° 29' 58" NB, 4° 46' 8" OL  | 39969  | Meer afbeeldingen |